# Mathias Wirth
Mathias Wirth (* 17. August 1984 in Köln) ist ein deutscher evangelischer Theologe und Philosoph. Von 2018 bis 2023 war er Assistenzprofessor (mit Tenure-Track), seit 2023 ist er Professor für Systematische Theologie/Ethik und Leiter der Abteilung Ethik und Diakoniewissenschaft an der Theologischen Fakultät der Universität Bern.

## Leben
Nach seinem Abitur 2004 am Hansa-Gymnasium in Köln studierte Wirth katholische Theologie in Bonn und Rom und schloss dieses mit dem 1. theologischen Examen ab. Von 2011 bis 2012 war er im gymnasialen Schuldienst als Lehrer für die Fächer Philosophie und Religionslehre (Sek. I u. II) und als Vertrauenslehrer tätig.
Seit 2012 war er wissenschaftlicher Mitarbeiter am Institut für Geschichte und Ethik der Medizin des Universitätsklinikums Hamburg-Eppendorf. 2014 wurde er an der Philosophischen Fakultät der Gottfried Wilhelm Leibniz Universität Hannover mit einer fundamentalethischen Arbeit zur (Un)Tugend des Gehorsams promoviert. Im selben Jahr erhielt er dafür den Wissenschaftspreis Hannover 2014. 2015 bewilligte die Fritz Thyssen Stiftung ein Post-Doc-Forschungsprojekt mit dem Titel Krankheit im Horizont der Sinnfrage. Ein Beitrag zur medizinischen Anthropologie und Ethik. 2016 wechselte er mit diesem Projekt als Fritz Thyssen Post-Doc Fellow an die Charité. 2016 war er außerdem Visiting Research Associate am Centre for Humanities and Health des King’s College London. Von 2017 bis 2018 arbeitete Wirth als Feodor Lynen Postdoc an der Yale Divinity School. Zum Wintersemester 2018/2019 erhielt er einen Ruf als Assistenzprofessor an die Universität Bern. Er ist Herausgeber und seit 2023 geschäftsführender Herausgeber der Zeitschrift für Evangelische Ethik.
In der Zeit von 2014 bis 2017 war Wirth Vikar der 
Hannoverschen Landeskirche in Bremerhaven und schloss mit seinem 2. theologischen Examen ab.

## Auszeichnungen
Ernst-Wolf-Preis der Gesellschaft für Evangelische Theologie 2017

## Schriften
- mit Isabelle Noth und Silvia Schroer (Hrsg.): Sexualisierte Gewalt in kirchlichen Kontexten. Neue interdisziplinäre Perspektiven, De Gruyter: Berlin und Boston 2021.[8]
- Distanz des Gehorsams. Theorie, Ethik und Kritik einer Tugend (= Religion in Philosophy and Theology 89), Mohr Siebeck: Tübingen 2016.

## Belege
1. ↑  https://www.systematischetheologie.unibe.ch/ueber_uns/team/index_ger.html
2. ↑  Anette Dowideit: Missbrauchsverdacht: Die Zäpfchengeber vom Elitegymnasium. In: welt.de. 27. Mai 2013, abgerufen am 27. Januar 2024.
3. ↑  https://www.leibniz-universitaetsgesellschaft-hannover.de/auszeichnungen/wissenschaftspreis-hannover/wissenschaftspreis-hannover-2014/
4. ↑  https://medizingeschichte.charite.de/metas/person/person/address_detail/wirth-2/
5. ↑  Zeitschrift für Evangelische Ethik. Abgerufen am 12. Januar 2024.
6. ↑  https://www.systematischetheologie.unibe.ch/ueber_uns/personen/prof_dr_wirth_mathias/index_ger.html
7. ↑  https://www.ithrw.uni-hannover.de/15496.html
8. ↑  Sexualisierte Gewalt in kirchlichen Kontexten | Sexual Violence in the Context of the Church: Neue interdisziplinäre Perspektiven | New Interdisciplinary Perspectives. In: Sexualisierte Gewalt in kirchlichen Kontexten | Sexual Violence in the Context of the Church. De Gruyter, 2021, ISBN 978-3-11-069920-3, doi:10.1515/9783110699203 (degruyter.com [abgerufen am 12. Januar 2024]).

| Personendaten    | Personendaten                                        |
| ---------------- | ---------------------------------------------------- |
| NAME             | Wirth, Mathias                                       |
| KURZBESCHREIBUNG | deutscher evangelischer Theologe und Hochschullehrer |
| GEBURTSDATUM     | 17. August 1984                                      |
| GEBURTSORT       | Köln                                                 |